# Molární objem
Molární objem je fyzikální veličina, která udává objem jednotkového látkového množství látky (tzn. objem 1 mol).

## Značení
- Symbol veličiny: Vm
- Jednotka SI: metr krychlový na mol, značka jednotky: m3·mol−1
- Další jednotky: litr na mol (1 l·mol−1 = 0,001 m3·mol−1), litr na kilomol (1 l·kmol−1 = 0,000 001 m3·mol−1)

## Výpočet
Molární objem čisté látky lze vypočítat jako podíl objemu systému (V) a látkového množství (n), tento vztah lze upravit na podíl molární hmotnosti (M) a hustoty (ρ) látky.
{\displaystyle V_{m}={\frac {V}{n}}={\frac {M}{\rho }}}
V případě směsi musíme vztah pro výpočet upravit následujícím způsobem:
{\displaystyle V_{m}={\frac {V}{\displaystyle \sum _{i=1}^{N}n_{i}}}={\frac {\displaystyle \sum _{i=1}^{N}x_{i}M_{i}}{\rho _{\mathrm {smes} }}}={\frac {\overline {M}}{\rho _{\mathrm {smes} }}}}
kde x je látkový zlomek složky a {\displaystyle {\overline {M}}} je střední molární hmotnost.

## Vlastnosti
Molární objem lze využít k výpočtu objemové hustoty částic látky NV:
{\displaystyle N_{V}={\frac {N_{A}}{V_{m}}}},
kde {\displaystyle N_{A}} je Avogadrova konstanta.
Molární objem ideálního plynu při teplotě 273,15 K (bod tání vody) a tlaku 101325 Pa je 22,414 l/mol = 22,414 dm3/mol = 22,414 m3/kmol = 0,022414 m3mol−1,
při stejné teplotě a tlaku 100000 Pa je to 22,711 l/mol = 22,711 dm3/mol = 22,711 m3/kmol = 0,022711 m3mol−1.